# Кьосе Мурджели
Кьосе Мурджели (на гръцки: Διβούνι, Дивуни, катаревуса Διβούνιον, Διβούνον, до 1927 Κιοσέ Μουρτζαλή, Кьосе Мурдзали или Κιοσέ Μουρτλαλή, Кьосе Муртлали) е село в Егейска Македония, Гърция, дем Кукуш (Килкис) на административна област Централна Македония. Кьосе Мурджели има население от 78 души (2001).

## География
Селото е разположено на 12 километра североизточно от демовия център град Кукуш (Килкис), в планината Круша (Крусия).

## История

### В Османската империя
През XIX век Кьосе Мурджели е турско село в казата Аврет Хисар (Кукуш) на Османската империя. Според статистиката на Васил Кънчов („Македония. Етнография и статистика“) в 1900 година Мурджели има 95, а Кьосе Мурджели - 45 жители турци.

### В Гърция
След Междусъюзническата война селото попада в Гърция. Населението му се изселва в Турция и на негово място са настанени гърци бежанци. В 1927 година името на селото е променено на Дивунон.